# Hłuszanin (herb szlachecki)
Hłuszanin – odmiana herbu szlacheckiego Radwan.

## Opis herbu
W polu czerwonym - złota chorągiew kościelna o trzech polach z frędzlami i krzyżem złotym. U szczytu na trzech piórach strusich – obrączka złota, na kopię poprzeczną nawleczona.

## Herbowni
Głuszanin, Hluszanin, Hłuszanin.